# موشيه سيناء
موشيه سيناء (بالعبرية: משה סיני‏) هو لاعب كرة قدم ومدرب كرة قدم إسرائيلي في مركز الوسط، ولد في 22 فبراير 1961 في إسرائيل. شارك مع منتخب إسرائيل لكرة القدم. أما مع النوادي، فقد لعب مع بيفيرين ونادي بني يهودا تل أبيب وهابوعيل تل أبيب.

## وصلات خارجية
- موشيه سيناء على موقع قاعدة بيانات كرة القدم.إي يو (الإنجليزية)
- موشيه سيناء على موقع ناشيونال فوتبول تيمز (الإنجليزية)